# One Man Band Man
One Man Band Man é o álbum solo de estreia do rapper e produtor musical Swizz Beatz. O álbum era para ser lançado dia 5 de Junho de 2007, mais foi adiado para 17 de Julho e adiado novamente para ser lançado finalmente dia 21 de Agosto de 2007. O álbum foi lançado pelas gravadoras Full Surface Records/Universal Motown Records.
O álbum estreou em #7 lugar na Billboard 200 no dia 8 de Setembro de 2007, vendendo aproximadamente 45,000 cópias em sua primera semana. Estreou também em #1 na Top R&B/Hip-Hop Álbuns.
O álbum conta com participações de Drag-On, Lil' Wayne, R. Kelly, Jadakiss, e Chris Martin do Coldplay. O próprio Swizz Beatz produziu a metade do álbum, contou com a colaboração de outros produtores como Needlz. O primeiro single do álbum foi a música "It's Me Bitches".

## Faixas
| #  | Música                       | Participações                  | Produtores                                                                     | Tempo |
| -- | ---------------------------- | ------------------------------ | ------------------------------------------------------------------------------ | ----- |
| 1  | "Product Man"                |                                | The Individualz                                                                | 2:50  |
| 2  | "It's Me Bitches"            |                                | Swizz Beatz                                                                    | 2:34  |
| 3  | "Big Munny                   |                                | Nottz                                                                          | 3:33  |
| 4  | "Bust Ya Gunz"               | Drag-On                        | Needlz                                                                         | 3:58  |
| 5  | "You Know Your Boy Did That" |                                | Snags                                                                          | 4:46  |
| 6  | "The Funeral"                |                                | Neo Da Matrix                                                                  | 2:57  |
| 7  | "Take a Picture"             |                                | Swizz Beatz                                                                    | 3:33  |
| 8  | "Top Down"                   | Lil Omen                       | The "E. McCaine" edição de Swizz Beatz                                         | 3:08  |
| 9  | "Money in the Bank"          |                                | Marlin "Hookman" Bonds, co-produzida por Greg "Mayhem" Taylor & Carlisle Young | 3:11  |
| 10 | "Part of the Plan"           | Chris Martin                   | Swizz Beatz                                                                    | 3:15  |
| 11 | "Snoop Skit"                 | Executada por Snoop Dogg       |                                                                                | 0:52  |
| 12 | "It's Me…Remix"              | Lil Wayne, R. Kelly & Jadakiss | Swizz Beatz                                                                    | 3:29  |

## Singles
- "It's Me Bitches"
- "Money in the Bank"
- "Top Down"